# Die jungen Zellberger
Die jungen Zellberger sind eine Musikgruppe von Zellberg aus dem Zillertal. Die Band setzt sich zusammen aus den drei Brüdern Josef, Andreas und Markus Rahm. Ihre Stilrichtung ist die volkstümliche Musik.

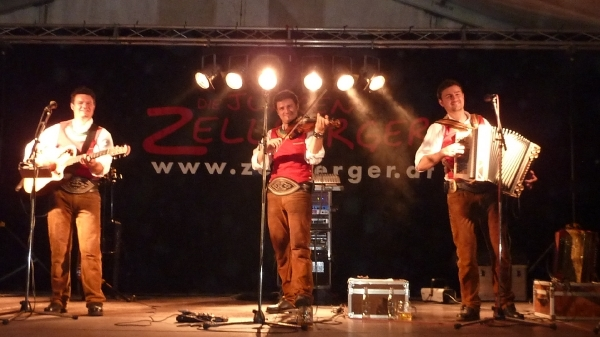
Die jungen Zellberger (2011)

## Diskografie
- Am Gipfel (2012)
- Aber jetzt... (2009)
- Auf´n Putz haun ma heit! (2005)
- Lustig, ledig, vogelfrei (2003)
- Zillertaler Geigenbua (2001)
- Ohne Garantie (2000)
- Drauf sein mir stolz (1999)
- Heimatland (1998)
- Ein Lied aus unseren schönen Bergen (1997)

## Auszeichnungen
- Herbert-Roth-Preis als erfolgreichste volkstümliche Gruppe des Jahres
- 1. Platz bei der ZDF Hitparade
- 1. Platz bei der ORF Hitparade
- 2. Platz beim österreichischen Grand Prix der Volksmusik